# Klk

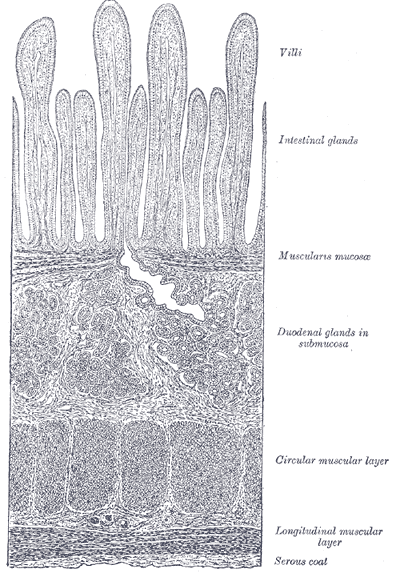
Řez kočičím dvanáctníkem – v horní části jsou patrné nápadné klky

Klky (villi, jedn. č. villus) jsou pouhým okem viditelné záhyby na vnitřních stěnách tenkého střeva. Obvykle z povrchu sliznice vyčnívají do výšky asi 0,5–1,5 mm, na povrchu mají střevní absorpční epitel (s enterocyty a vmezeřenými pohárkovými buňkami) a uvnitř slizniční vazivo (lamina propria). Mají lístkovitý (v dvanáctníku) až prstovitý (v ileu) tvar. Mezi klky se nachází různé tubulární střevní žlázy schované v Lieberkühnových kryptách. Ve střevě bývá cca 10–40 klků na 1 mm2, nejhustěji jsou ve dvanáctníku. Díky nim je vnitřní plocha tenkého střeva až 7 m2.
Klky jsou důkladně prokrveny. Do každého vede jedna či dvě tepénky, které se rozvětvují v kapilární síť a následně se slévají do centrálně uložené žíly. U hrotu klků jsou anastomózy, které umožňují „zkratovat“ kapilární systém v době, kdy neprobíhá trávení a v klcích tedy není potřeba tolik krve. V klcích je také mízní systém. Potrava je trávena ve střevní dutině a následně jednoduché živiny prochází do klků a vstupují do mízních nebo krevních cév, jimiž jsou roznášeny po těle. Díky hladkému svalstvu se navíc klky mohou různě stahovat a protahovat a tím urychlovat vstřebávání a odvod živin.